# Changla
Der Changla ist ein 6563 m hoher Berg im Himalaya im Westen von Nepal an der Grenze zum Autonomen Gebiet Tibet.
Der Changla befindet sich im Norden des Gebirgsmassivs Changla Himal, an der Wasserscheide zwischen Humla Karnali im Westen und Yarlung Tsangpo im Osten. Die Osthänge auf tibetischer Seite sind vergletschert. Auf der Westseite des Changla befindet sich der Distrikt Humla. Der 6721 m hohe Kubi Kangri befindet sich knapp 20 km südsüdöstlich.
Der Changla wurde bisher noch nicht bestiegen. Im Jahr 1998 gab es einen Besteigungsversuch einer 14-köpfigen Expedition unter Tamotsu Ohnishi, die jedoch lediglich den Südwestgipfel (6162 m) erreichten.